# São Geraldo do Baixio
São Geraldo do Baixio este un oraș în Minas Gerais (MG), Brazilia.